# Tomásia Veloso
Tomásia Veloso (na grafia antiga Thomazia Velloso), nome artístico de Tomásia Carlota de Jesus Alves (Lisboa, 22 de abril de 1864 — Porto, 6 de abril de 1888), foi uma atriz de teatro e cantora lírica portuguesa do século XIX.

## Biografia
Nasceu a 22 de abril de 1864, em Lisboa, no 2.º andar do prédio n.º130 da Rua de Santa Marta, na freguesia de Coração de Jesus, filha de José Henrique Alves, natural do Porto e de sua mulher, Carlota Porfíria dos Santos Veloso, natural de Lisboa, ambos atores.
Estreou-se no teatro em 1870, com apenas seis anos de idade, no Teatro de Setúbal, na peça O Cabo Simão (traduzida da peça original francesa Le Vieux Caporal). O protagonista da peça era desempenhado pelo ator e encenador José Romano, que organizara a companhia que então dava espetáculos naquele teatro. A peça incluía uma cena de combate, na qual entrava o cabo, com um filho às costas, papel este desempenhado por Tomásia, que entrou no palco às costas do ator. Pouco depois partiu para o Porto com a mãe, a atriz Carlota Veloso.

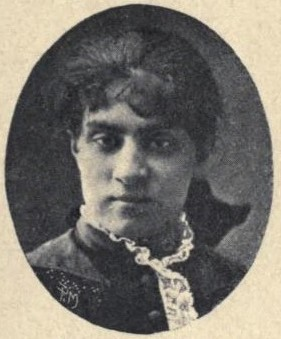
Retrato de Tomásia Veloso (publicado no Diccionario do theatro portuguez, em 1908).

Passaram-se anos sem existir notícia sua no meio teatral até que, em 1878, formando António de Sousa Bastos uma companhia para explorar o Teatro do Príncipe Real, em Lisboa, o aconselharam a que mandasse buscar ao Porto uma jovem que demonstrava muito talento em pequenos papéis no então denominado barracão dos Carmelitas, um teatro popular de rua. Por coincidência, Sousa Bastos escolhera para encenador daquela companhia o próprio José Romano, surpreendendo-se com o facto de a jovem ser Tomásia, que ele próprio vira estrear-se em Setúbal ao lado daquele encenador, oito anos antes. Em pouco tempo Tomásia Veloso era já considerada pelo público, consagrando-se como artista distinta após a sua participação nas peças Verde Gaio e Os Sinos de Corneville. Fazendo a época naquele teatro, regressa ao Porto, em 1879, onde permaneceu, maioritariamente na companhia de operetas do Teatro do Príncipe Real daquela cidade, até à sua morte. Os seus maiores sucessos foram, de facto, no género da opereta, apesar de ter obtido igual êxito no drama e na comédia.
Quando se deu, a 20 de março de 1888, o incêndio do Teatro Baquet, que foi totalmente arrasado, Tomásia, que morava em frente, já deitada, de noite, ergueu-se em camisa e descalça e correu para a janela, onde se conservou por algumas horas, apesar do clima rigoroso que se fazia sentir. Em pouco tempo adoeceu, sendo-lhe diagnosticada febre tifoide. A sua última apresentação em público foi numa matinée no Palácio de Cristal, organizada pela comissão de imprensa do Porto a favor das vítimas sobreviventes do incêndio, representando-se a peça Duas Órfãs.
Faleceu passadas duas semanas, às 14 horas de 6 de abril de 1888, na sua residência, n.º29 da Rua de Sá da Bandeira, na freguesia de Santo Ildefonso, com apenas 23 anos de idade. Encontra-se sepultada no Cemitério de Agramonte, na mesma cidade.

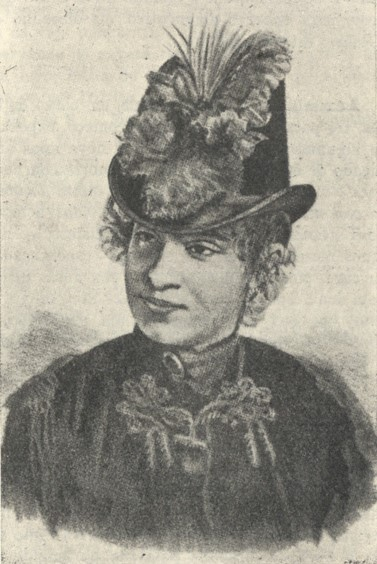
Gravura de Tomásia Veloso (Biblioteca Nacional Digital).

Foram inúmeras as homenagens prestadas à atriz, podendo ler-se, no periódico Diário Illustrado, nas edições de 7 e 22 de abril de 1888, respetivamente, os seguintes excertos: "Thomazia Velloso era muito inteligente e conquistara em poucos anos um lugar distinto na cena portuguesa. (...) Mal diríamos nós, que vimos e ouvimos a ovação que o público lhe fez [a propósito da sua apresentação no Palácio de Cristal] que seria aquela a última colheita de aplausos que a simpática artista recebia na sua vida."; "Muito nova, muito graciosa, possuindo em subindo grau a simplicidade de uma elegância natural, e o encanto de uma beleza persa (...) os seus olhos conservavam sempre aquele negro brilho de outrora, e a sua voz mais vasta, mais educada (...) Desgraçadamente, a morte veio buscá-la, quando Lisboa a esperava depois de uns sete anos de ausência."
Tomásia Veloso terá sido a grande paixão do célebre poeta Cesário Verde, que, segundo a imprensa da época, teria sido vítima de duas agressões sucessivas por Oliveira Grosso, um atleta nadador e alegadamente amante da atriz. Os sentimentos do poeta não seriam, no entanto, correspondidos, motivo de turbulenta relação entre ambos.
Tomásia nunca casou, mas deixou um filho de pai incógnito: Mário Veloso, nascido em 1882. Tinha, portanto, seis anos de idade quando morreu a mãe. Seguiu carreira artística. A mãe de Tomásia, Carlota, terá falecido na total miséria, em 1917.
Sousa Bastos descreveu Tomásia Veloso da seguinte forma: "Thomazia Velloso possuía um talento espontâneo, fácil e gracioso. Era uma vocação completa, perfeita, profundamente artística. Corria todos os géneros com a mesma facilidade de execução. Cantava música séria, cantava música ligeira, era petulante, graciosa, labrega, fidalga, simplória, picante; saltava da ópera para o drama com toda a facilidade; representava uma ingénua dramática com a mesma espontaneidade com que desempenhava uma gaiata soubrette. Esta era também das que fugiram à regra, de que no teatro os filhos de peixe não sabem... representar. Esta saiu peixe muito mais fino do que a mãe e do que a tia.", acrescentando: "Com a sua morte bastante perdeu o teatro (...) era uma atriz de grande mérito e ainda de maior futuro. Da família Velloso, que tem produzido quatro atrizes, Thomazia era inquestionavelmente a de maior valor."